# Andy Carroll
Andrew Thomas "Andy" Carroll (Gateshead, 1989. január 6. –) angol válogatott labdarúgó, az angol hatodosztályban szereplő Dagenham & Redbridge csatára.
Eddigi pályafutása során szerepelt az angol első- és második ligában a Newcastle United, a Preston North End, a Liverpool és a West Ham United, a Reading, a West Bromwich Albion, a francia másodosztályú Amiens és a francia negyedosztályú Bordeaux klubjaiban.
Profi karrierjét a Newcastle United gárdájánal kezdte, egy rövid ideig a Preston North End kölcsönjátékosa volt, ezen időszak alatt megszerezte pályafutása első bajnoki gólját. Miután a Newcastle kiesett a másodosztályba, nagy szerepe volt a 39 mérkőzésén elért 17 góljával abban, hogy egy év után újra feljutott az egyesület a Premier League-be. Az első osztályban a Szarkáknál 19 meccsen 11 találat fűződik a nevéhez.
2011. január 31-én, az átigazolási időszak utolsó napján a Liverpoolhoz szerződött 35 000 000 fontért cserébe, akkoriban brit focistáért ez volt a legdrágább összeg, amit fizettek. Fernando Torres helyére igazolták, aki ugyanezen a napon 50 000 000 font fejében írt alá a Chelsea-hez. Debütálására sérülése miatt 2011 márciusáig kellett várni, az első két gólját a Vörösöknél a Manchester City elleni 3–0-s győzelem alkalmával szerezte. 2012 augusztusában a Liverpool a West Ham United csapatával 2 000 000 font összegű kölcsönszerződésben állapodott meg, mely szerint a támadó egy évig az ő játékosuk. 2013 júniusában 15 000 000 fontos átigazolási díj ellenében véglegesítették szerződését. Hat sérüléssel töltött szezon után kontraktusa lejártával, 2019 nyarán szabadon igazolhatóvá vált, ezt követően augusztusban hazatért nevelőegyesületéhez, a Newcastle Unitedhez, ahol két idényt követően újra szabadon igazolhatóvá vált. A Reading labdarúgója lett, itt egy rövid idény eltöltése után 2023 augusztusában távozott a klubtól.
Kilenc alkalommal lépett pályára az angol válogatottban 2010 és 2012 között, ezen időszak alatt 2 gólt jegyzett, egyiket a 2012-es Európa bajnokságon.

## Pályafutása

### Newcastle United

#### 2006–2007
2006. november 2-án mutatkozott be a profik között az UEFA-kupában a Palermo ellen Nolberto Solano cseréjeként. Ekkor 17 éves és 300 napos volt, ezzel a Newcastle United történetében a legfiatalabb pályáralépő játékos lett.
2007. január 17-én debütált az FA-kupa kiírásában is, a Birmingham City elleni 5–1-es hazai vesztes mérkőzésen állt be csereként az utolsó tíz percre.
2007-ben megkapta a Wor Jackie Milbourne trófeát, melyet minden évben a North East England-i klub azon játékosának ítélnek oda, aki a legjobb teljesítményt nyújtotta egy adott szezonban.

#### 2007–2008
2007. február 25-én lépett pályára először az angol első osztályban a Wigan Athletic elleni mérkőzésen. A 87. percben majdhogynem sikerrel szerezte meg első találatát, azonban az ellenfél kapusa, John Filan hárította kapuralövését.
Első gólja végül 2007. július 29-én, a Juventus elleni barátságos mérkőzésen született meg. A meccs után dicsérte őt a torinói egylet hálóőre, Gianluigi Buffon, és azt mondta róla, hogy a jövő egyik csillaga.
2007. augusztus 14-én klubja fél évre kölcsönadta a másodosztályú Preston North End gárdájának, és ugyanezen a napon még pályára is lépett új csapatában a Ligakupában a Morecambe ellen. Szeptember 18-án megkapta profi pályafutása első piros lapját a Scunthorpe United elleni találkozón. Egyetlen találatát a Leicester City ellen szerezte november 6-án.

#### 2008–2009
A bajnokságban ebben az idényben első meccsét október 20-án játszotta, Shola Ameobi cseréjeként állt be a Manchester City ellen. 2009. január 10-én első gólját fejjel értékesítette a West Ham United elleni 2–2-es döntetlen alkalmával. 2009. március 12-én egy új, három és féléves szerződést írt alá, így 2012-ig hosszabbított a Szarkákkal.

#### 2009–2010

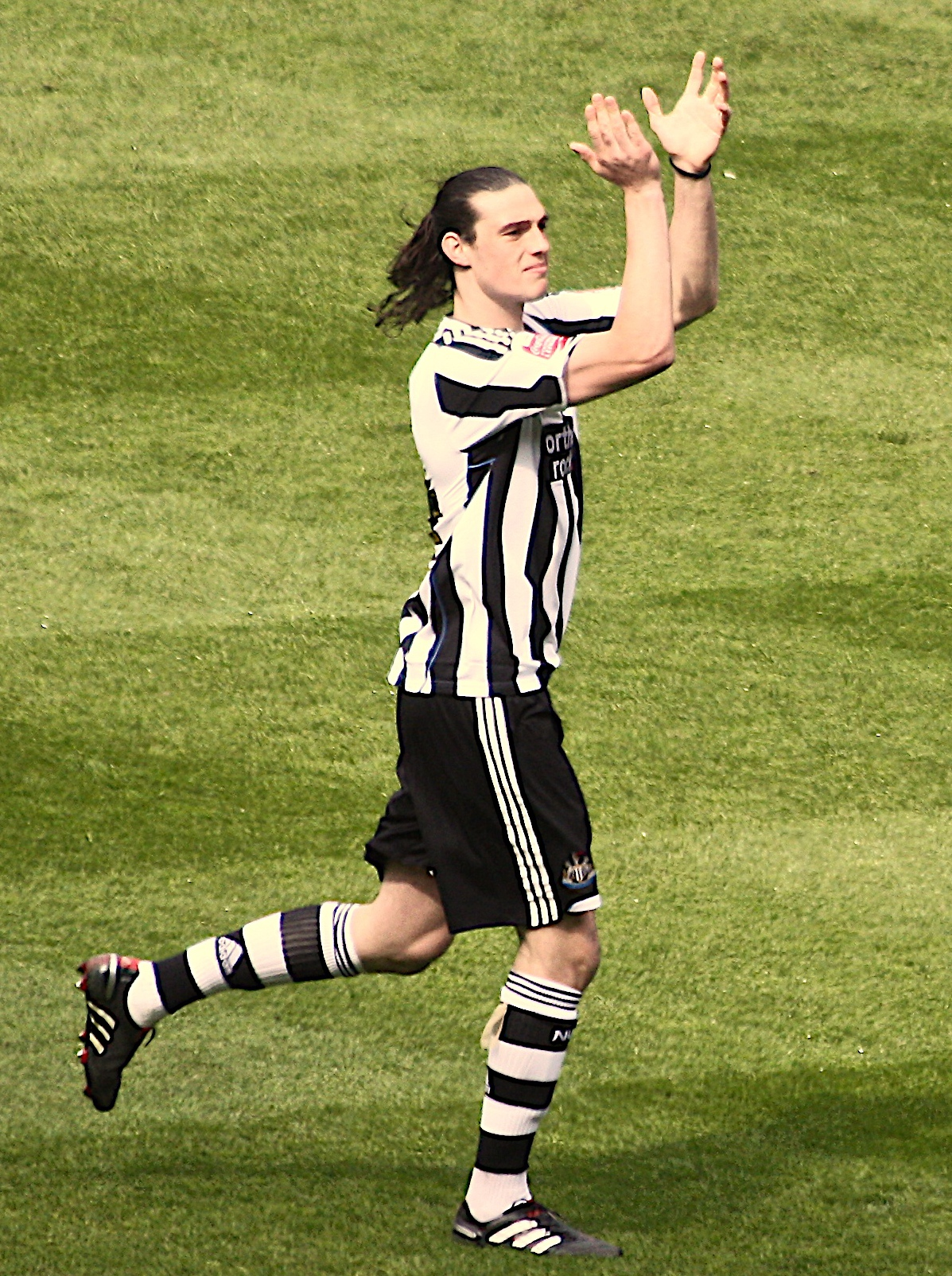
2010-ben

Miután csapata kiesett a másodosztályba, és meghatározó játékosok – többek között Michael Owen, Mark Viduka és Obafemi Martins – elhagyták a klubot, ékpárja általában Shola Ameobi volt. Ebben az évadban első bajnoki találatát 2009. szeptember 16-án jegyezte a Blackpool ellen.
A 2010-es évtől kezdve szinte mindig kezdő volt, klubja azonban új csatárt szerződtetett Peter Løvenkrands személyében, így a továbbiakban a kispadra szorult. Végül a szezont házi gólkirályként fejezte be, összesen 19 gólt szerzett, ebből 17-et a Premiershipben.

#### 2010–2011
Carroll megkapta a 9-es mezszámot, mely nagy jelentőséggel bír a klub történetében, hiszen korábban olyan neves labdarúgók viselték, mint Jackie Milburn, Malcolm Macdonald és Alan Shearer.
2010. augusztus 22-én pályafutása során először rúgott mesterhármast az első osztályban az Aston Villa ellen. 2010. október 3-án volt először csapata kapitánya a Manchester City elleni mérkőzésen, miután Kevin Nolant lecserélték. 2010 októberében kontraktusát újabb öt évvel toldotta meg. 2010. december 11-én a St James’ Parkban a Liverpool elleni bajnokin a Newcastle United harmadik gólját szerezte egy 25 méteres lövésből a 3–1-re megnyert összecsapáson.

### Liverpool

#### 2010–2011

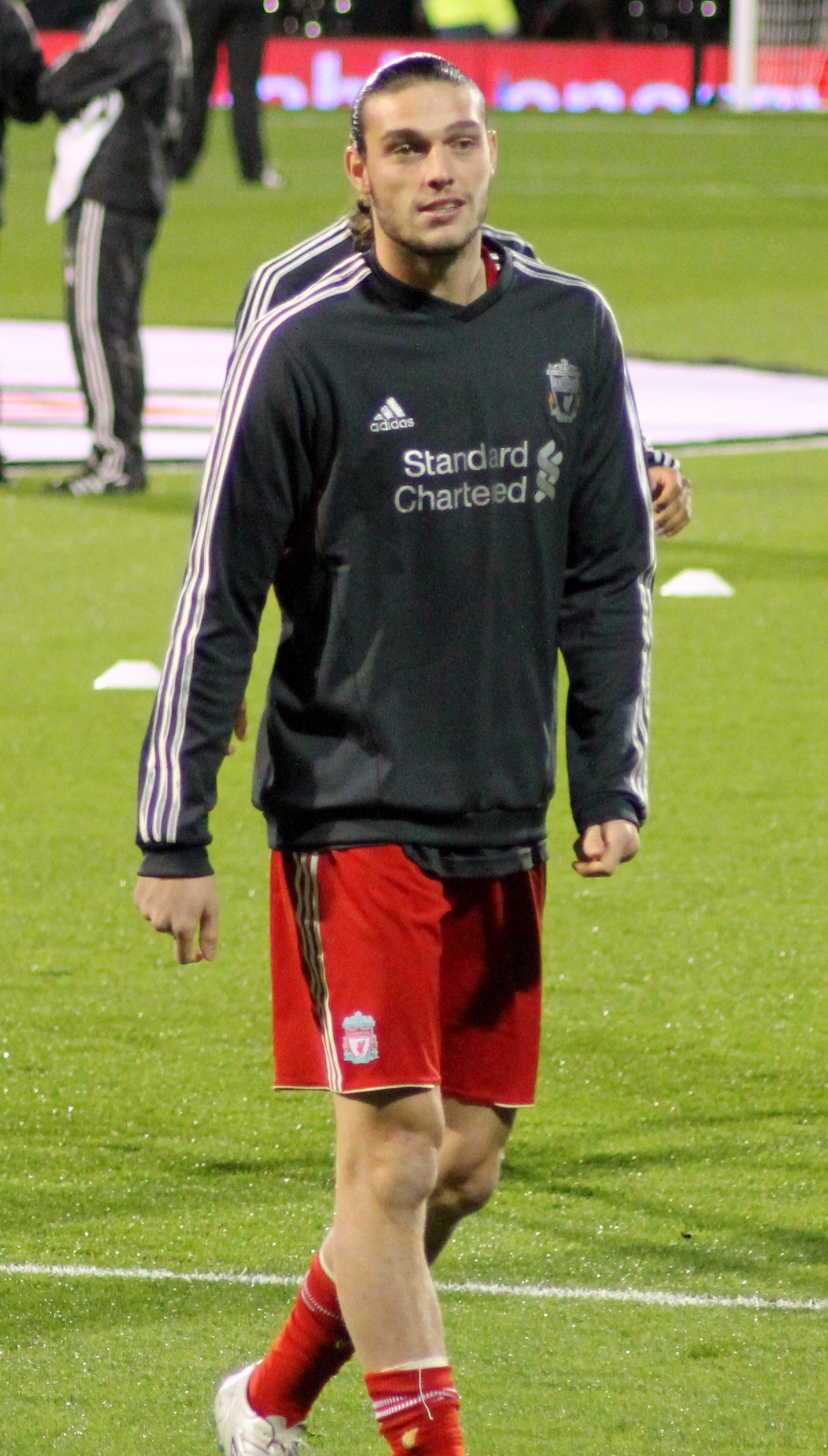
2011-ben egy mérkőzés előtt

2011. január 31-én a Liverpool 30 000 000 fontos ajánlatát elutasították először, majd 35 000 000 fontért a megállapodott orvosi vizsgálatok, személyi feltételek szerint a transzfer létrejött nem sokkal az átigazolási piac zárása előtt, 23:00-kor.
Carroll ragaszkodott a Newcastle United gárdájához, és a csapat meg is erősítette, hogy ő maga utasította el a liverpooliak első ajánlatát. Végül a Liverpool bejelentette, hogy a 9-es dresszt kapja meg, melyet korábban Fernando Torres viselt. A spanyol ugyanazon a napon hagyta el az Anfieldet 50 000 000 fontért, amikor Carrol a Vörösökhöz igazolt. Carrol ezzel a nyolcadik legdrágább focista, a legdrágább brit játékos, valamint brit klubban a második legdrágább labdarúgó lett Fernando Torres után.
Sérülés hátráltatta, amikor új egyesületéhez igazolt, így bemutatkozása váratott magára. Erre végül 2011. március 6-án került sor a Manchester United elleni 3–1-re megnyert találkozón.
Március 10-én debütált az Európa-ligában is az SC Braga elleni 1–0-ra elvesztett meccsen csereként beállva, majd a visszavágón már kezdőként kapott lehetőséget, a mérkőzés eredménye 0–0 lett, így a Pool kiesett a sorozatból.
Március 20-án játszotta első bajnoki meccsét a Sunderland ellen.
Első találatát április 11-én fejjel szerezte a Manchester City elleni 3–0-ra megnyert bajnokin.

#### 2011–2012
2011. augusztus 21-én a Ligakupában 20 méterről rúgott gólt az Exeter City elleni 3–0-s győztes meccsen.
Ezt követően újra gólt szerzett az Everton ellen a Goodison Parkban, majd szintén idegenben a West Bromwich ellen is.
Az FA-kupában szintén eredményes volt az Oldham Athletic elleni 5–1-es diadal során.
A Manchester United ellen a negyedik fordulóban gólpasszát Dirk Kuijt értékesítette a 88. percben, majd ötödjére a Wolverhampton ellen talált be.
Később szintén a kupában talált a kapuba a Brighton & Hove Albion ellen, csapata 6–1-es győzelmet aratott.
Február 26-án megszerezte első trófeáját a Vörösökkel, a gárda ugyanis megnyerte a Ligakupa-döntőt a Cardiff City ellen. Április 10-én sérülést szenvedett a Blackburn Rovers elleni bajnoki találkozón, a Liverpool az ezt követő négy meccsén nyeretlen maradt.
Négy nappal később az FA-kupa elődöntőjében győztes találatot értékesített az Everton elleni 2–1-es győzelem során, a klub így bejutott a döntőbe a Wembley Stadionba. Carroll úgy vélekedett a góljáról, hogy a valaha volt legjobb érzése, Jamie Carragher, a csapattárs pedig megerősítette, hogy megérte az árát, a 35 000 0000 fontot, valamint hozzátette, hogy sohasem szabad elfelejteni őt.
A Liverpool színeiben utolsó találatát a 2–1-re elbukott Chelsea elleni FA-kupa döntőben szerezte.

### West Ham United

#### 2012–2013

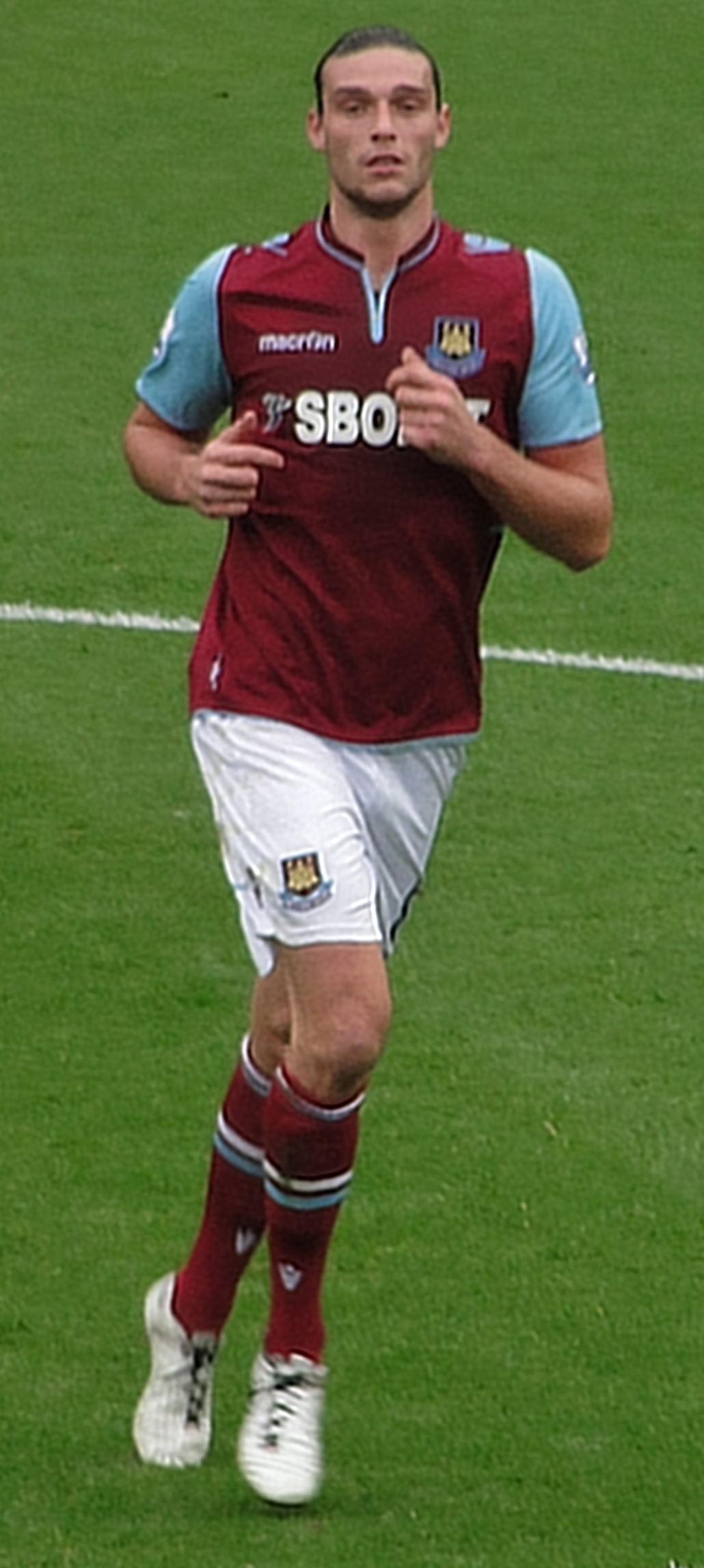
A West Ham United mezében a Southampton elleni bajnokin 2012 októberében

2012. augusztus 30-án egészen 2013 nyaráig írt alá a West Ham United gárdájához. A Liverpool kezdetben 17 000 000 fontos átigazolási díjat követelt a végleges leigazolásához, azonban az ügylet megkönnyítése érdekében elvetették ezen igényüket, így a West Ham United csapata végül 2 000 000 fontot fizetett a kölcsönszerződésért, illetve Carroll heti 80 000 fontos fizetését is állták.
Végül szeptember 1-jén a Fulham ellen két góllal debütált új csapatában. A novemberi 3–1-re elveszített Tottenham elleni összecsapás során ő szerezte csapata egyetlen találatát. Ezután megsérült, majd február 2-án tért vissza a Swansea City ellen. Kölcsönszerződése lejártakor 24 mérkőzésen 7 gól fűződött a nevéhez.

#### 2013–2014
2013. május 21-én a West Ham United és a Liverpool kb. 15 000 000 font összegű átigazolási díjban állapodott meg Carroll végleges szerződtetésével kapcsolatban, amennyiben a játékos is beleegyezik az átigazolásba és a feltételekbe.
2013. június 19-én végül hatéves szerződést írt alá, mely akkoriban klubrekordnak számított.
Ezt az idényt sérülten kezdte, az előző szezon utolsó megmérettetésén ugyanis a sarkával adtódtak problémák. Először 2014. január 12-én lépett pályára a Cardiff City elleni 2–0-s győzelem alkalmával a 72. percben csereként beállva és gólpasszt adva Mark Noblenek. Március 31-én a Sky Sports a meccs emberévé választotta a Sunderland elleni 2–1-es győzelem után, mely során egy góllal és egy gólpasszal vette ki a részét a Kalapácsosok sikeréből. Ezt a bajnoki szezont 18 mérkőzéssel és két találattal zárta.

#### 2014–2015
Az új-zélandi előszezon során olyan súlyos bokaszalag-szakadást szenvedett, hogy csapata első 11 bajnoki meccsén nem tudott pályára lépni. 2014. november 8-án játszott mérkőzést újra Mark Noble-t váltva az Aston Villa elleni 0–0-s döntetlen alkalmával.
2014. december 7-én szezonbeli első két gólját jegyezte a Swansea City elleni 3–1-es győzelem során. Ezek voltak az első találatai 2013. márciusa óta az Upton Parkban. December 20-án pályafutása 50. bajnoki gólját értékesítette a Leicester City ellen. 2014 decembere és 2015 januárja között 8 bajnokin 8 gól fűződött a nevéhez.
2015. február 11-én a Southampton elleni 0–0-s döntetlennel végződő összecsapás második félidejében középső keresztszalag-szakadás miatt kellett lecserélni. Két nap múlva a West Ham United a hivatalos honlapján jelentette be, hogy a játékost egy hét múlva műtik, és várhatóan kihagyja a szezon hátralévő részét. Február után így már nem volt a pályán, mindössze 14 bajnokin 5 gólt jegyzett – hármat a Swansea City ellen, egyet-egyet a Hull City és a Leicester City ellen.

#### 2015–2016
2015. szeptember 14-én játszott mérkőzést újra hosszú sérülése után, a 88. percben Victor Mosest váltotta, korábbi klubja, a Newcastle United elleni 2–0-ra megnyert találkozón.
Október 24-én, 9 hónap elteltével megszerezte első találatát az idényben a későbbi bajnok Chelsea elleni 2–1-re megnyert rangadón, Aaron Cresswell keresztlabdáját átvéve talált a kapuba. Több gólnélküli meccset követően ezúttal ágyéksérülést szenvedett a Swansea City elleni bajnokin bemelegítés közben, így néhány hetes kihagyásra kényszerült. A Southampton elleni 2–1-es győzelem alkalmával csereként lépett pályára a második félidőben, majd fejjel volt eredményes, miután Michail Antonio lövése visszapattant a kapufáról. Ez volt a Chelsea elleni gólja után az első, míg a szezonban mindössze a harmadik találata.
2016. január 2-án egykori klubja, a Liverpool ellen kezdőként kapott lehetőséget, csapata 2–0-s győzelmet aratott, ő pedig Mark Noble beadását követően fejjel jegyzett gólt ismét. Ez volt az első ilyen alkalom pályafutása során, amikor egy év alatt szerzett gólokat egymást követő bajnokikon, és ez volt az első találata a Liverpool ellen, mióta 2013-ban elhagyta a Vörösöket. Április 9-én első mesterhármasát jegyezte a West Ham United színeiben, az Arsenal elleni 3–3-as döntetlennel végződő összecsapáson. Április 20-án karrierje folyamán először szerzett három egymást követő Premier League meccsen gólt, minek után csapata 3–1-re győzött a Watford elleni hazai mérkőzésen.

#### 2016–2017
Carroll végijátszotta az idény első, a Chelsea elleni 2–1-re végződő vesztes mérkőzést augusztus 15-én. Augusztus 18-án a 63. percben lépett pályára az Astra Giurgiu elleni Európa-liga rájátszásának első találkozóján, mely során a térde sérült meg. A kezdeti becslések szerint hat hét pihenő várt rá, azonban felépülése 3 hónapig tartott.
December 3-án újra pályára lépett, az Arsenal elleni 5–1-es vereség során a 73. percben csereként beállva csapata egyetlen találatát ő jegyezte. 2017. január 14-én biciklicselt bevetve szerezte meg – elmondása szerint a legnagyobb gólját, amelyet elért – a Crystal Palace elleni 3–0-ra megnyert idegenbeli megmérettetésen. A Premier League-ben ezt a találatát február 10-én a januári hónap góljának választották.
Április 1-jén pályafutása 50. Premier League gólját szerezte a Hull City elleni 2–1-es vereség alkalmával, és ezen a mérkőzésen első alkalommal volt a csapatkapitány a londoni alakulatban.

#### 2018–2019
Ebben az idényben 14 mérkőzést játszott és mindössze egy gólt szerzett az FA-kupában, majd 2019 áprilisában felbontották a szerződését bokaműtétjét követően.

### Újra a Newcastle United-ben
2019. augusztus 18-án újra nevelőegyesületéhez szerződött, ahol egy évre írt alá. Szeptember 21-én debütált Jetro Willems cseréjeként a Brighton & Hove Albion elleni mérkőzés 82. percében. 2020 júniusában egy évvel meghosszabbította szerződését. 2021. január 3-án első találatát értékesítette a Leicester City elleni 2–1-es vesztes hazai bajnokin. 2021 júliusában két szezont követően bejelentette távozását.

### Reading
2021. november 15-én a Reading bejelentette, hogy Carroll 2022 január közepéig írt alá a klubhoz. November 20-án debütált a csapatban a Notthingham Forest elleni 1–1-es döntetlen során Liam Moore cseréjeként a 61. percben, a találkozó folyamán pedig gólpasszt adott Scott Dannek. November 27-én szerezte első gólját a Swansea City elleni 3–2-re megnyert mérkőzésen. A 2022. január 15-i Middlesbrough elleni 2–1-re elveszített idegenbeli összecsapást követően, mely során a második találatát jegyezte, szerződése megszűnt a klubbal.

### West Bromwich Albion
2022. január 28-án a West Bromwich Albion a szezon végéig szerződtette. Másnap a Millwall ellen lépett pályára először idegenben, ahol 2-0-s vereséget szenvedtek. 2022. március 12-én megszerezte első gólját a csapatban, a 85. percben egyenlített ki a Huddersfield Town ellen, a mérkőzés 2-2-es döntetlennel zárult.
2022. április 30-án arról számoltak be, hogy az idény végén távozik a klubtól.

### Újra a Reading-ben
2022. szeptember 15-én újra a Reading egyesületénél írt alá egy négy hónapos, 2023 január közepéig tartó szerződést, és a megüresedett 2-es mezszámot kapta meg. 2023. január 10-én szerződést hosszabbított a klubbal a 2024-es év feléig. 2023. augusztus 31-én elhagyta a csapatot, mivel aktiválta a szerződésében szereplő kivásárlási záradékot.

### Amiens
2023. szeptember 1-jén csatlakozott a Ligue 2-ben szereplő Amiens gárdájához. Szeptember 3-án debütált, a 66. percben Abdoul Tapsoba helyére állt be csereként, csapata 4–1-re győzött a Guingamp ellen, így a bajnokság második helyére lépett.

### Bordeaux
2024. szeptember 18-án távozott az Amiens-től, hogy a francia negyedosztályú Bordeaux csapatának tagja legyen. A klub színeiben két gólt is szerzett a 2–2-es döntetlenre végződő Voltigeurs de Châteaubriant elleni meccsen. Egy szezon elteltével távozott az egyesülettől, arra hivatkozva, hogy közelebb szeretne lenni a gyerekeihez.

### Dagenham & Redbridge
2025 júliusában három évre írt alá az angol hatodosztályban szereplő Dagenham & Redbridge-hez. A megállapodásról azt mondta: „Nem számít a szint, vagy bármi, a lényeg, hogy pályára lépjek és játsszak, csak ez számít”. A klub kisebbségi tulajdonosává is vált, ugyanazon a napon, amikor katari magánbefektetők megvásárolták a csapatot.

### Válogatott

#### Utánpótlás évek
2007. szeptember 11-én mutatkozott be az U19-es válogatottban a Fehéroroszország elleni 4–0-s győztes találkozó alkalmával.
2009. március 12-én behívták az U20-as válogatott Olaszország elleni mérkőzésére készülő bő keretébe, de a szűk keretbe a helyére végül Hal Robson-Kanu került be.
Az U21-es válogatottba 2009. augusztus 11-én kapott meghívót először. A hollandok elleni mérkőzésen közvetlenül a második félidő kezdete előtt beállva csereként debütált. Második meccsén, Macedónia ellen 2009. október 9-én két gólt értékesített, és egy gólpasszal vette ki a részét, csapata 6–3-ra győzött.

#### Profi évek

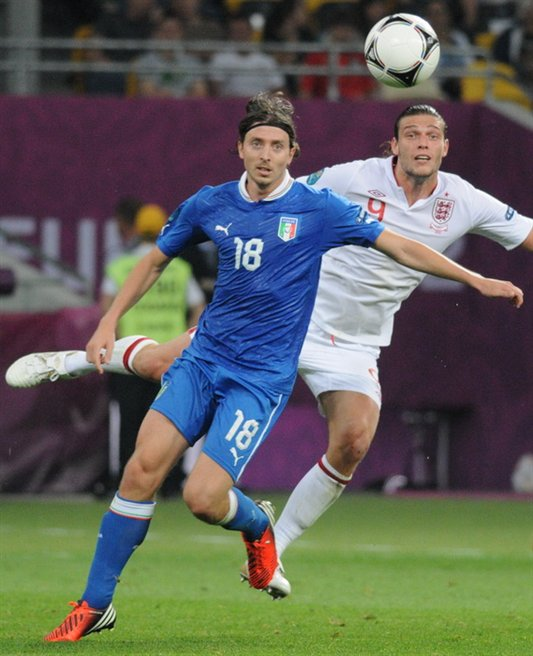
Carroll (jobbra) a 2012-es Európa bajnokságon

Az angol válogatottba először 2010. november 17-én hívták meg a Franciaország elleni barátságos mérkőzés keretébe. Későn teljesített fitnesztesztet ahhoz, hogy pályára tudjon lépni, a meccs utolsó perceiben ugyanakkor lehetőséget kapott. Az első gólját bal lábbal, alacsonyan elrúgva az alsó sarokba értékesítette a Ghána elleni, 1–1-re végződő felkészülési találkozón.
2012. május 15-én hivatalossá vált, hogy ő is tagja lesz a 2012-es Európa-bajnokságra utazó keretnek. Az angolok első találkozóján, Svédország ellen fejjel volt eredményes, csapata 3–2-re nyerte meg az összecsapást.

## Játékstílusa
Carrollt legtöbbször az elefántcsontparti válogatott Didier Drogbához, a Newcastle United gólrekorderéhez, Alan Shearerhez, valamint az olasz válogatott támadóhoz, Christian Vierihez hasonlítják. Kemény fizikai ereje, erőteljes lövései, és kiemelkedőbb fejelési képességei által leginkább klasszikus középcsatárnak ítélik meg.
Kevin Keegan, a Newcastle United egykori menedzsere és a Liverpool korábbi játékosa így nyilatkozott Carrollról: "Az első három legszebb fejes gól az ő nevéhez fűződik, amit valaha láttam a futballban". Miután a Newcastle United hazai pályán 2–0-s győzelmet aratott a Blackpool ellen, mely során Carroll szerezte a második gólt, és döntő szerepe volt az első születésében is, a Blackpool menedzsere, Ian Holloway úgy vélekedett róla, hogy a legjobb csatár a Premier League-ben. Slaven Bilić, a West Ham United korábbi trénere azt mondta róla, hogy ő a világ legjobbja fejelés terén.

## Magánélet
Gatesheadben született, a Brighton Avenue Általános Iskolába és a Joseph Swan Iskolába járt. A H&M ruházati vállalat modellje, kampányt indított Alexander Wang divattervező vezetésével. 2014-ben eljegyezte Billi Mucklow valóságshow sztárt, Essexben élnek együtt. Fiuk, Arlo 2015 júniusában született. Korábbi kapcsolatából két gyereke van, Emlilie Rose és Lucas. 2017-ben megszületett Mucklow és Carroll második gyermeke, Wolf Nine.
2016 novemberében Carrollt két férfi közelítette meg motorkerékpárral, miközben otthonába tartott az essexi Brentwoodba. Felfegyverkezve megpróbálták ellopni a 22 000 font értékű karóráját, de nem jártak sikerrel. Ezt követően körülbelül 20 percig üldözték, míg ő autójával visszahajtott a West Ham United Rush Green-ben található edzőközpontjába, hogy segítséget kérjen az ottani biztonsági személyzettől. 2017 szeptemberében a 22 éves Jack O'Brient bűnösnek találták rablási kísérletben, a bűncselekmény miatt 6 év börtönre ítélték.
2019 májusában Carroll a 14. leggazdagabb a 30 éves, vagy annál fiatalabb sportolók körében a The Sunday Times Rich List-je szerint, személyes vagyona 19 000 000 font.

## Botrányok
Carroll pályafutását több botrányos eset övezte. 2008. szeptember 14-én Newcastle-ben a rendőrök letartóztatták, később óvadéka letételét ugyanakkor elfogadták.
2009. december 7-én egy éjszakai szórakozóhelyen történt verekedés miatt letartóztatták, ugyanis azzal vádolták, hogy egy személyt arcon ütött egy üveggel. Támadással vádolták, 2010 októberében bűnösnek vallotta magát csoportos támadásban, ezért 1000 font pénzbírsággal sújtották és 2500 font kártítérítés kifizetésére kötelezték.
Miközben mérkőzésre készültek az U19-es válogatottal, őt és csapattársait, Scott Sinclairt és Ryan Bertrandot hazaküldték a csapattól, miután 2007. október 14-én megszegték a kijárási tilalmat a román válogatott elleni meccsre való felkészülés során.
Egy 2010 márciusi edzés során állítólag szóváltásba keveredett csapattársával, Steven Taylorral, akinek az incidens következtében eltört az állkapcsa. Állítólag Carrol keze eltört az eset során, nem sokkal később egy koncerten lefényképezték, ahol mindkét keze be volt kötve fáslival. Chris Hughton, a Newcastle United akkori menedzsere, a klub képviselői, és a két játékos sem volt hajlandó kommentálni az esetet, vádemelés nem történt.
2010. október 18-án összetűzésbe keveredett volt barátnőjével. Óvadékot kapott önvédelemre hivatkozva és egy helyi szállodába áttéve a lakcímét azzal a feltétellel, hogy a Newcastle akkori csapatkapitányánál, Kevin Nolannél tartózkodik, amíg az ügy újra kezdetét nem veszi. A vádakat később bizonyítékok hiányában elvetették. Két nappal óvadékának kifizetése után autóját felgyújtották, miközben Nolan lakásának kijárata előtt parkolt, és a csapatkapitány garázsajtaját trágárságokkal árasztották el.
Az angol válogatott Ghánával végződő 1–1-es barátságos meccsét követően, 2011. március 29-én Fabio Capello, a csapat akkori trénere közölte vele, hogy vegyen vissza alkoholfogyasztásából. A Liverpool vezetőedzője, Kenny Dalglish erre így reagált: "Nos, soha nem vett nekem italt. Voltam vele Boyzone koncerteken, de sohasem vett nekem italt!".
Egyik 2012 áprilisában adott interjújában elismerte, hogy a Newcastle-ben töltött évei alatt szórakozni járt és sokszor fogyasztott alkoholt, de miután a Liverpoolhoz igazolt, "letelepedett", és változtatott életmódján.
Több szabadidejét a szórakozásra a West Ham Unitednél a sok sérülése idézte elő. Egykori edzője, Sam Allardyce azt nyilatkozta, hogy nagyrészt ezért nem vigyázott magára, és nem tette meg a szükséges lépéseket a felépüléséért a megfelelő időben, hogy mihamarabb játékra kész legyen.

## Pályafutása statisztikái

### Klubcsapatokban
2025. május 17-én frissítve.
| Klub                           | Szezon               | Bajnokság             | Bajnokság | Bajnokság | FA-kupa | FA-kupa | Ligakupa | Ligakupa | Európa  | Európa | Összes  | Összes |
| Klub                           | Szezon               | Bajnokság             | Meccsek   | Gólok     | Meccsek | Gólok   | Meccsek  | Gólok    | Meccsek | Gólok  | Meccsek | Gólok  |
| ------------------------------ | -------------------- | --------------------- | --------- | --------- | ------- | ------- | -------- | -------- | ------- | ------ | ------- | ------ |
| Newcastle United               | 2006–2007            | Premier League        | 4         | 0         | 1       | 0       | 0        | 0        | 2       | 0      | 7       | 0      |
| Newcastle United               | 2007–2008            | Premier League        | 4         | 0         | 2       | 0       | —        | —        | —       | —      | 6       | 0      |
| Newcastle United               | 2008–2009            | Premier League        | 14        | 3         | 2       | 0       | 0        | 0        | —       | —      | 16      | 3      |
| Newcastle United               | 2009–2010            | Championship          | 39        | 17        | 3       | 2       | 0        | 0        | —       | —      | 42      | 19     |
| Newcastle United               | 2010–2011            | Premier League        | 19        | 11        | 0       | 0       | 1        | 0        | —       | —      | 20      | 11     |
| Newcastle United               | Összesen             | Összesen              | 80        | 31        | 8       | 2       | 1        | 0        | 2       | 0      | 91      | 33     |
| Preston North End (kölcsönben) | 2007–2008            | Championship          | 11        | 1         | —       | —       | 1        | 0        | —       | —      | 12      | 1      |
| Liverpool                      | 2010–2011            | Premier League        | 7         | 2         | —       | —       | —        | —        | 2       | 0      | 9       | 2      |
| Liverpool                      | 2011–2012            | Premier League        | 35        | 4         | 6       | 4       | 6        | 1        | —       | —      | 47      | 9      |
| Liverpool                      | 2012–2013            | Premier League        | 2         | 0         | —       | —       | —        | —        | 0       | 0      | 2       | 0      |
| Liverpool                      | Összesen             | Összesen              | 44        | 6         | 6       | 4       | 6        | 1        | 2       | 0      | 58      | 11     |
| West Ham United (kölcsönben)   | 2012–2013            | Premier League        | 24        | 7         | 0       | 0       | 0        | 0        | —       | —      | 24      | 7      |
| West Ham United                | 2013–2014            | Premier League        | 15        | 2         | 0       | 0       | 1        | 0        | —       | —      | 16      | 2      |
| West Ham United                | 2014–2015            | Premier League        | 14        | 5         | 2       | 0       | 0        | 0        | —       | —      | 16      | 5      |
| West Ham United                | 2015–2016            | Premier League        | 27        | 9         | 4       | 0       | 1        | 0        | 0       | 0      | 32      | 9      |
| West Ham United                | 2016–2017            | Premier League        | 18        | 7         | 1       | 0       | 0        | 0        | 3       | 0      | 22      | 7      |
| West Ham United                | 2017–2018            | Premier League        | 16        | 3         | 0       | 0       | 2        | 0        | —       | —      | 18      | 3      |
| West Ham United                | 2018–2019            | Premier League        | 12        | 0         | 2       | 1       | 0        | 0        | —       | —      | 14      | 1      |
| West Ham United                | Összesen             | Összesen              | 126       | 33        | 9       | 1       | 4        | 0        | 3       | 0      | 142     | 34     |
| Newcastle United               | 2019–2020            | Premier League        | 19        | 0         | 2       | 0       | 0        | 0        | —       | —      | 21      | 0      |
| Newcastle United               | 2020–2021            | Premier League        | 18        | 1         | 1       | 0       | 2        | 0        | —       | —      | 22      | 1      |
| Newcastle United               | Összesen             | Összesen              | 37        | 1         | 3       | 0       | 3        | 0        | 0       | 0      | 43      | 1      |
| Reading                        | 2021–2022            | Championship          | 8         | 2         | 0       | 0       | —        | —        | —       | —      | 8       | 2      |
| West Bromwich Albion           | 2021–2022            | Championship          | 15        | 3         | —       | —       | —        | —        | —       | —      | 15      | 3      |
| Reading                        | 2022–2023            | Championship          | 30        | 9         | 2       | —       | —        | —        | —       | —      | 32      | 9      |
| Reading                        | 2023–2024            | League One            | 2         | 0         | —       | —       | 0        | 0        | —       | —      | 2       | 0      |
| Reading                        | Összesen             | Összesen              | 32        | 9         | 2       | 0       | 0        | 0        | 0       | 0      | 34      | 9      |
| Amiens                         | 2023–2024            | Ligue 2               | 28        | 4         | 3       | 0       | —        | —        | —       | —      | 31      | 4      |
| Amiens                         | 2024–2025            | Ligue 2               | 4         | 0         | —       | —       | —        | —        | —       | —      | 4       | 0      |
| Amiens                         | Összesen             | Összesen              | 32        | 4         | 3       | 0       | 0        | 0        | 0       | 0      | 35      | 4      |
| Bordeaux                       | 2024–2025            | National 2            | 21        | 11        | 2       | 0       | —        | —        | —       | —      | 23      | 11     |
| Dagenham & Redbridge           | 2025–2026            | National League South | 0         | 0         | 0       | 0       | —        | —        | —       | —      | 0       | 0      |
| Pályafutása összesen           | Pályafutása összesen | Pályafutása összesen  | 405       | 100       | 33      | 7       | 15       | 1        | 7       | 0      | 460     | 108    |

1. ↑  Mérkőzései az UEFA-kupában.
2. ↑  Mérkőzései az Európa-ligában.
3. ↑  Mérkőzései az Európa-ligában.

### A válogatottban
Forrás:
| Anglia   | Anglia   | Anglia |
| Év       | Mérkőzés | Gól    |
| -------- | -------- | ------ |
| 2010     | 1        | 0      |
| 2011     | 2        | 1      |
| 2012     | 6        | 1      |
| Összesen | 9        | 2      |

### Góljai a válogatottban
Forrás:
| # | Dátum             | Helyszín                         | Mérkőzés | Ellenfél   | Gól | Eredmény | Kiírás                   | Forrás  |
| - | ----------------- | -------------------------------- | -------- | ---------- | --- | -------- | ------------------------ | ------- |
| 1 | 2011. március 29. | Wembley Stadion, London, Anglia  | 2        | Ghána      | 1–0 | 1–1      | Barátságos mérkőzés      | [ 121 ] |
| 2 | 2012. június 15.  | Olimpiai Stadion, Kijev, Ukrajna | 5        | Svédország | 1–0 | 3–2      | 2012-es Európa-bajnokság | [ 123 ] |

## Sikerei, díjai

### Newcastle United
- Championship: 2009–2010[180]

### Liverpool
- Ligakupa: 2011–2012[181]
- FA-kupa – döntős: 2011–2012[182]

### Egyéni
- Jackie Milburn-trófea: 2007[183]
- PFA - Championship, Az év csapata: 2009–2010[184]
- Premier League – A hónap gólja: 2017 január[185]